# 杭州云城
杭州云城位于杭州市城西科创大走廊腹地，以杭州西站枢纽为依托，聚力教科研一体化发展，构建创新生态系统，是杭州打造科创中心的核心地带。目标是打造成“一个集企业总部、科技创新、优质生活、高效服务、绿色低碳、民生保障于一体的现代化新城”。

## 简介
云城规划建设区域面积58平方公里，东至绕城高速、西至南苕溪、南至余杭塘河、北至杭长高速。规划有杭腾未来社区、云门未来社区、城西CBD生态文化轴、长三角未来总部社区、双铁上盖（苕溪超级未来社区）概念方案、未来产业社区等区块。
云城区域内有浙大超重力实验室、浙大校友企业总部经济园、西湖大学、北京航空航天大学中法航空学院等创新资源。
云城周边有浙江大学、之江实验室、良渚实验室、西湖实验室、阿里巴巴（西溪总部）、中国（杭州）人工智能小镇等科技资源。
杭州云城与紫金港科技城、未来科技城、青山湖科技城共同构成“一廊四城”，是城西科创大走廊的组成部分。

## 建设项目
截至2024年4月，云城共建成完工68个项目，总投资964亿元，已建、在建项目总面积727万平米，已建、在建道路总长65.8公里，在建、新建22幢百米商务楼。
杭州云城最主要的建设项目是北综合体“金钥匙”和南综合体“金手指”。北综合体位于杭州西站枢纽站房北侧，项目总用地面积7.6万平米，总建筑面积82万平米。其中1号塔楼高399.8米，建成后将成为杭州第一高楼，还有一幢高300米的塔楼，两幢高约249米的附塔。云城南综合体拥有云门和4幢高度超200米的高楼，其中主塔楼高320米（建成后将成为杭州第二高楼），次高塔楼高300米，以及两幢213米高的南塔为高级公寓。
入驻的头部企业有：新加坡鹏瑞利、龙湖、滨江、绿城、保利、上铁房产等。配套服务包括落户“金手指”综合体的超五星酒店凯悦臻选、五星酒店凯悦尚选，落户云尚中心的全季酒店，建设中的龙湖天街、豪华行政公寓，以及天元公学西站校区和一批幼儿园等。
西站枢纽南侧的云门公园正在建设中，云城北生态文化公园在筹划中。

### 云城十大建筑地标
- 杭州西站
- 云门，高80米
- “金钥匙”超塔，高399.8米，杭州未来第一高楼
- “金手指”超塔，高320米，杭州未来第二高楼
- 云城天街综合体，高202米
- 浙大校友企业总部经济园，高180米的双子塔
- 浙江人才大厦，高185米的双子塔
- 杭氧“双总部”，高100米
- 天元公学，总建筑面积25万平米
- 浙大超重力实验室[5]

## 交通
铁路枢纽杭州西站；经过的地铁线有3号线和19号线；城市快速路有运溪高架路、留石快速路；

## 历史
2020年，“杭州云城”四字首次写入中共杭州市委全会报告，提出“三年拉开框架、五年初具形象、十年基本建成”规划。2020年8月，杭州云城建设管理指挥部挂牌成立。同年10月，《杭州云城概念规划》正式发布，规划总建筑面积约4300万平米，预计可满足40万人工作和居住。
2022年9月22日，杭州西站启用。